# Rubbellos

Das erste Rubbellos in Europa der Loterie Romande

Ein Rubbellos ist ein Teilnahmeschein an einer Sofortlotterie, bei der Felder freigerubbelt werden müssen, um in Erfahrung zu bringen, ob man gewonnen hat.
Das klassische Rubbellos hat mehrere Felder, unter denen drei gleiche Zeichen (Geldwerte, Glückssymbole etc.) erscheinen müssen, um Gewinn zu bringen. Es existieren jedoch auch Adaptionen bekannter (Karten-)Spiele, wie z. B. Black Jack, Poker oder Monopoly.
Ein Rubbellos besteht aus einem Papierträger mit Aufdruck und einem maschinell aufgebrachten Aufkleber, der auf einer transparenten Folie eine leicht wegzurubbelnde Schicht aus gummiähnlicher Substanz besitzt.
Dieselbe Funktion, jedoch andere Technik ermöglicht das Aufreißlos.

## Geschichte
Die ersten modernen computergenerierten Rubbellose wurden 1973 durch das US-Unternehmen Scientific Games mit Hilfe von John Koza und Daniel Bower vorgestellt. Das erste Rubbellos in Europa wurde 1978 von der Loterie Romande aus der Schweiz ausgegeben. In Deutschland haben die verschiedenen Lottogesellschaften die Rubbellotterien zu unterschiedlichen Zeitpunkten eingeführt. Beispielsweise wurden sie in Berlin 1984, in Baden-Württemberg 1986 und Nordrhein-Westfalen 1987 eingeführt. Die Rubbellose waren in Österreich ab 1995 erhältlich.
1987 beantragte Astro-Med, Inc. das US-Patent für Lotteriescheine.
2005 startete PrimeScratchCards die erste Internetseite, die ausschließlich online Rubbellose anbot.

## Betrügerischer Missbrauch
Eine weit verbreitete Praktik ist die kostenlose Verteilung von Losen mit Preisen von sehr geringem Wert bis hin zu extravaganten Preisen. Obwohl die Rubbellose einen gewonnenen Preis anzeigen, kann jener nur nach minutenlangen Telefongesprächen zum überteuerten Minutentarif erhalten werden, sodass der Gewinner für das Telefonieren mehr Geld ausgibt, als der Preis wert ist.
Im Februar 2018 wurde von The Guardian berichtet, dass ein 250.000-£-Gewinnspiel weiterhin Lose verkauft hat, obwohl die 15 Hauptpreise bereits vergeben worden sind. Dabei wurden dieselben Jackpots immer noch beworben.
Viele Lotterien veröffentlichen über ihre Händler aktuelle Spielelisten mit bereits gewonnenen Jackpots, noch offenen Hauptpreisen und Gewinnerlisten auf ihren Internetseiten.

## Altersbeschränkung
In Deutschland und in der Schweiz sind Rubbellose für Personen ab einem Alter von 18 Jahren erhältlich. In Österreich waren die Lose ab 16 Jahren erhältlich, mit 10. Juli 2023 wurde die Altersgrenze auf 18 Jahre angehoben.

## Größtes Rubbellos der Welt
Das derzeit weltgrößte Rubbellos wurde am 5. Juli 2011 in Bremen vorgestellt. Es war 61,94 m² groß (38,00 m × 1,63 m), wurde anlässlich der Breminale (2011) produziert und brachte mehr als 20.000 Euro an Spenden ein.

## Galerie

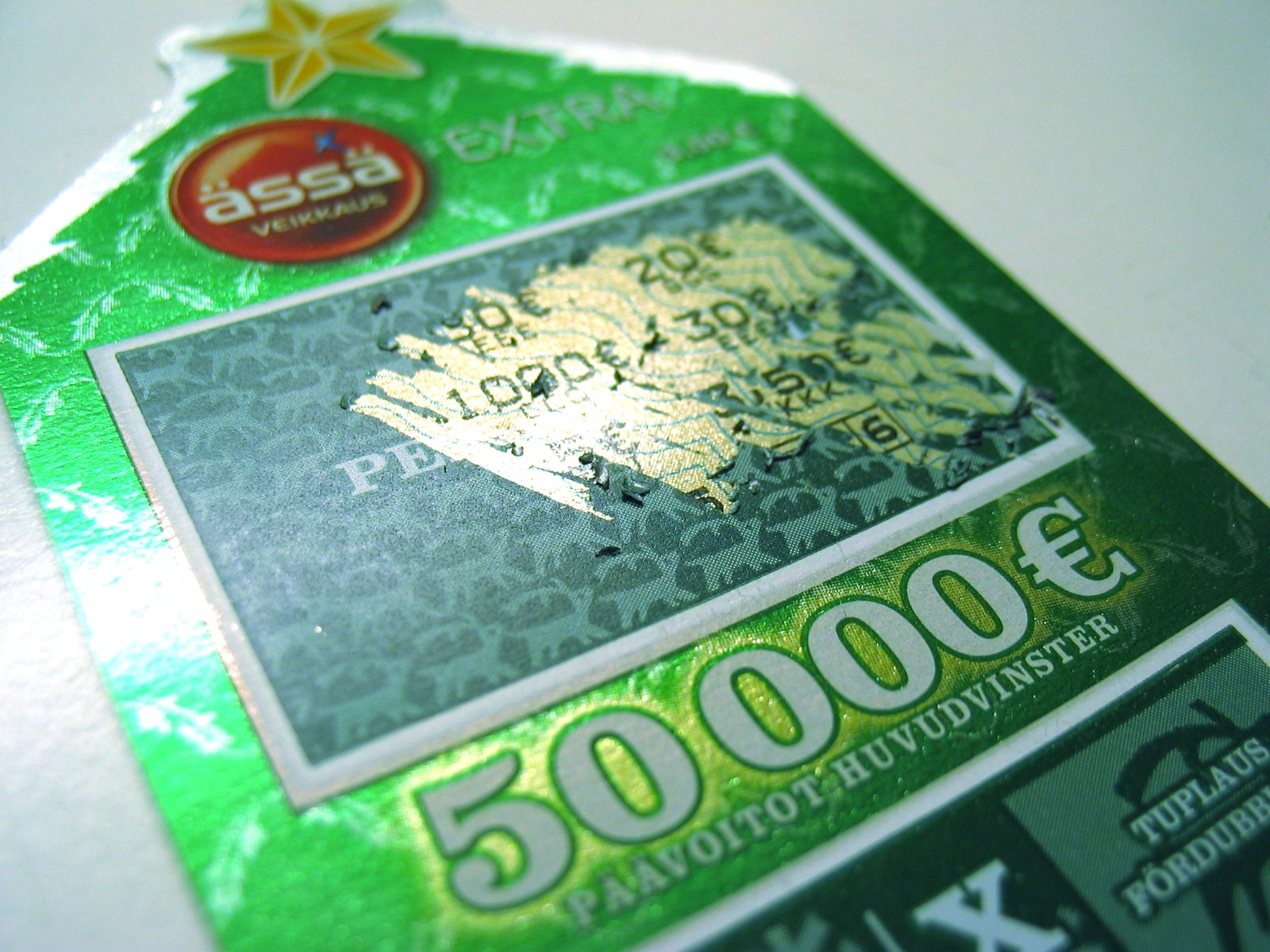
Finnisches Weihnachts-Rubbellos
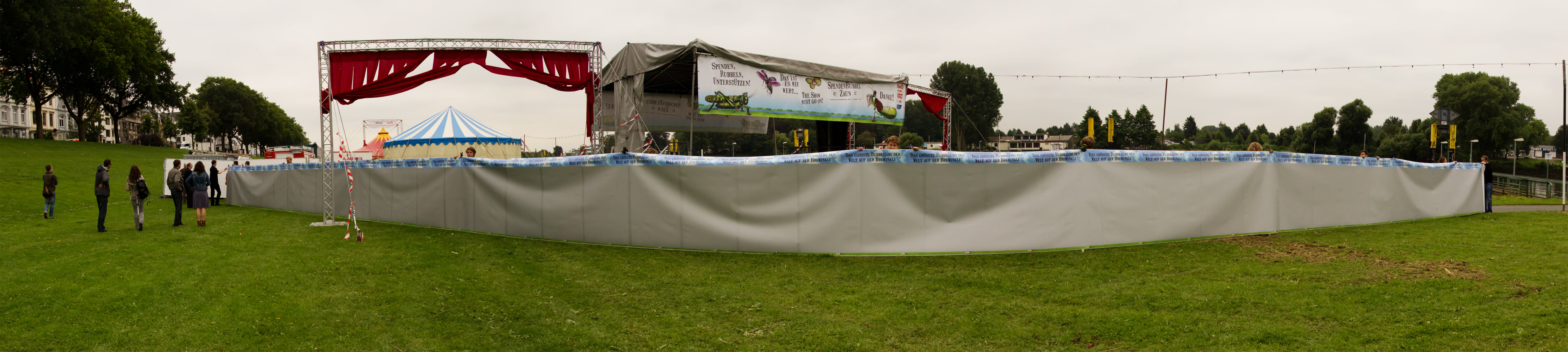
Weltgrößtes Rubbellos, Bremen, 5. Juli 2011